# Colbert (Georgia)
Colbert è una città degli Stati Uniti d'America, situata in Georgia, nella Contea di Madison.